# HV E&O
E&O is een Nederlandse handbalvereniging uit Emmen in Drenthe. De club is opgericht op 18 oktober 1933 als een Omnisportvereniging.
Zowel de heren als de dames speelden jaren op het hoogste niveau in de Eredivisie. Het herenteam promoveerde in de jaren ‘70 voor het eerst naar het hoogste niveau (toen nog de hoofdklasse) en werd in 1989 voor het eerst landskampioen. Sinds de BENE-Liga de hoogste divisie bij de mannen is speelt het herenteam op het tweede niveau (tegenwoordig de eredivisie) en het damesteam speelt ook op het tweede niveau (eerste divisie).

## Geschiedenis

### Ontstaan van E&O (1933 - 1977)
E&O is opgericht in 1933 als omnisportvereniging. De beoefende sporten waren gymnastiek, (veld)handbal, volleybal en enige tijd ook atletiek. In 1941 maakte het bestuur van de gymnastiek- en atletiekvereniging E&O bekend dat ze handbalwedstrijden in hun programma gaan stoppen. E&O werd zo de grootste sportvereniging van de provincie. In 1977 ging de handbaltak van de omnisportvereniging E&O op eigen voeten staan. Dit kwam onder meer door de Zeeuws gymnastiekleraar Ad van Zweeden.

### Tweede periode in de eredivisie met succes(1981 - 1998)
In 1981/82 promoveerde de mannen van E&O weer naar de eredivisie. Onder leiding van Harry Weerman, dit in het begin van het seizoen George van Noesel opvolgde bracht de Emmenaren weer op het hoogste podium van Nederland. In het eerste seizoen dat de Emmenaren terugkeerde in de eredivisie had E&O de zesde plaats. E&O had met twee punten meer dan dan genoeg om hand te haven in de eredivisie. E&O behaalde naast één kaar de zesde plaats in 1985, drie keer de achtste plaats. In 1987/88 behaalde E&O de tweede plaats in de competitie met een punt verschil ging de landstitel naar Blauw-Wit. Rob Riege werd derde in de verkiezing van handballer van het jaar met 2.08 punten. het seizoen daarop werd E&O onder leiding van Weerman landskampioen van Nederland. Met weer een punt verschil werd Vlug en Lenig van de titel gehouden. Ook Joop Fiege werd dat seizoen benoemd tot beste handballer van Nederland. Na een jaar kon E&O de titel weer hoog houden. In een Bet of Three-Serie won E&O van Vlug en Lenig onder meer door Jop Hagreize kon E&O de prijs weer pakken. Het seizoen daarop werd E&O derde in de reguliere competitie en in de nacompetitie won E&O de kampioenspoule waar ze tegen de nummer twee, Sittardia in een Best of Three wonnen. Tussen 1992 tot 1995 bleef het rustig in Emmen er werden geen titels of bekers gewonnen. Dat gebeurde weer in 1995/96 waar E&O voor de vierde landtitel had onder leiding van Henk Groener. Ook wonnen ze voor de derde keer de Landelijke beker. In 1997/98 behaalde E&O zijn laatste landstitel. ex-E&O speler, Joop Fiege stond aan het roer. Na drie van de vijf Best of wedstrijden te winnen van Aalsmeer. Wonnen de Emmenaren hun vijfde landstitel.

### Promoveren naar BENE-League (2013 - 2020)
Na de deelnamen aan de BENE LIGA en de Benelux Liga heeft E&O de pijlen gezet aan deelnemen aan de BENE-League. Hiervoor moest E&O in het seizoen 2013/14 eindigen in de top 4. Het eerste herenteam behaalde de vijfde plaats in de eredivisie en moest het seizoen daarop nog steeds in de eredivisie spelen. Het seizoen 2014/15 heeft de club Edwin Kippers voor de ploeg gezet. In 2013 was Kippers al de coach van het eerste damesteam van E&O. Het seizoen begon met een groot drama. Speler Danny Falke komt na de wedstrijd tegen het tweede team van de Limburg Lions om door een verkeersongeluk. Door het ongeluk heeft de club aangegeven om tijdelijk geen wedstrijden te spelen. Falke kreeg een herdenking in de Angelslo. Het seizoen eindigde de club op de zesde plaats. In 2017 keerde Joop Fiege voor de vierde keer terug bij de formatie van Emmen. Na een seizoen vertrok Fiege naar Initia Hasselt en werd Freek Gielen trainer, het seizoen ervoor was hij nog speler van E&O. Het seizoen 2019/20 resulteerde goed voor het eerste herenteam. E&O weerhield BFC af van de tweede plaats en kon daardoor kans maken voor promotie naar de BENE-League. In een play-offswedstrijd moesten ze winnen van competitiegenoot Quintus en daarna tegen de verliezer van Houten - Volendam. Deze wedstrijden konden niet gespeeld worden door de coronapandemie in Nederland. Het NHV heeft het seizoen stop gezet. In maart maakte Houten bekend dat ze terug gingen naar de eredivisie. Hierdoor kon de top 3 van de eredivisie, BFC, E&O en Quintus kans maken maar alle drie de clubs weigerden te promoveren.

### Tweede vrouwelijke coach bij de mannen (2020 - 2021)
Na de corona stop vertrok Freek Gielen naar Houten en E&O schoof Annelies Smeets voor als eerste vrouwelijke hoofdcoach van de heren bij E&O samen met haar assistent de Deense Henrik Bergholt namen ze het team over. Het seizoen 2020/21 is door de tweede coronagolf maar liefs één wedstrijd gespeeld bij het eerste herenteam. Dit komt door spelers binnen de selectie besmet waren met het virus. Na vier speelrondes besloot het NHV om alle competitiewedstrijden te schrappen en te verder in mei in een Altanatieve competitie te spelen. E&O weigerde in de eerste regioklasse te spelen daarom besloot het eerste herenteam in de tweede regioklasse te spelen waar ook andere Drentse ploegen in speelde. Deze competitie is achteraf niet voor gegaan. 
Voorafgaan het seizoen 2021/22 vertrok Annelies Smeets twee weken voor de start van de competitie. De reden van de breuk tussen Smeets en de herenselectie is het verschil van invulling en benadering van trainingen en wedstrijden. Dat meld Handbal Inside op hun site. Assistent-coach Henrik Bergholt en keeperstrainer Anatoli Galouza pakte de taken van Smeets op.

## Lijst van trainers
Heren
- 1978–1981:  George van Noesel
- 1981–1992:  Harry Weerman
- 0000–1992:  John Ettekoven
- 0000–1992:  Jan Osinga (a.i.)
- 0000–1993:  Ján Kecskeméthy
- 1993–1996:  Henk Groener
- 1996–1997:  Ryszard Malag
- 1997–1998:  Joop Fiege
- 1998–2003:  Peter Portengen
- 2003–2004:  Joop Fiege
- 2004–2005:  Harry Weerman
- 2005–2008:  Paul van Gestel
- 2008–2010:  Peter Portengen
- 2010–2012:  Arthur Langedijk
- 2012–2013:  Joop Fiege
- 2013–2014:  Erik Huizing &  Jan Gerald Mulder
- 2014–2017:  Edwin Kippers
- 2017–2018:  Joop Fiege
- 2018–2020:  Freek Gielen
- 2020–2021:  Annelies Smeets
- 2021–2022:  Henrik Bergholt
- 2022–2023:  Harry Weerman
- 2023–heren:  Martin de Hoop

Dames
- 1992–1997:  Harry Weerman
- 1997–2007: Onbekend
- 2007–2010:  Joop Fiege
- 2010–2011: Onbekend
- 0000–2011:  Henk Jan Ottens
- 2011–2013:  Diana Woudstra
- 2013–2014:  Edwin Kippers
- 2014–2015:  Harry Weerman &  Saskia Lamberts
- 2015–2017:  Mike van Rooden
- 2017–2018:  Frank van der Zanden &  Vincent Mooi
- 2018–2020:  Henk Smeenge
- 2020–2021:  Mart Aalderink
- 2021–2022:  Jan Gerald Mulder (a.i.)
- 2022–2023:  Henrik Bergholt
- 2023–heden:  Jan Gerald Mulder (a.i.)

## Resultaten

### Heren (1976 - heden)
- 1976 5e
Hoofdklasse
- 1977 6e
Hoofdklasse
- 1978 10e
Eredivisie
- 1979 1e
Eerste divisie A
- 1980 7e
Eredivisie
- 1981 9e
Eredivisie
- 1982 1e
Eerste divisie A
- 1983 6e
Eredivisie
- 1984 8e
Eredivisie
- 1985 6e
Eredivisie
- 1986 8e
Eredivisie
- 1987 8e
Eredivisie
- 1988 2e
Eredivisie
- 1989 1e
Eredivisie
- 1990 3e
Eredivisie
- 1991 1e
Eredivisie
- 1992 1e
Eredivisie
- 1993 2e
Eredivisie
- 1994 3e
Eredivisie
- 1995 6e
Eredivisie
- 1996 1e
Eredivisie
- 1997 5e
Eredivisie
- 1998 1e
Eredivisie
- 1999 3e
Eredivisie
- 2000 3e
Eredivisie
- 2001 4e
Eredivisie
- 2002 3e
Eredivisie
- 2003 2e
Eredivisie
- 2004 3e
Eredivisie
- 2005 4e
Eredivisie
- 2006 2e
Eredivisie
- 2007 6e
Eredivisie
- 2008 7e
Eredivisie
- 2009 4e
Eredivisie
- 2010 2e
Eredivisie
- 2011 5e
Eredivisie
- 2012 3e
Eredivisie
- 2013 5e
Eredivisie
- 2014 5e
Eredivisie
- 2015 6e
Eredivisie
- 2016 7e
Eredivisie
- 2017 8e
Eredivisie
- 2018 9e
Eredivisie
- 2019 12e
Eredivisie
- 2020 8e
Eredivisie
- 2021
Eredivisie
- 2022 8e
Eredivisie
- 2023 6e
Eredivisie
- 2024 4e
Eredivisie

- Eredivisie
- Eerste divisie

### Dames (2001 - heden)
- 2001 5e
Eerste divisie A
- 2002 3e
Eerste divisie A
- 2003 1e
Eerste divisie
- 2004 4e
Eredivisie
- 2005 7e
Eredivisie
- 2006 5e
Eredivisie
- 2007 6e
Eredivisie
- 2008 3e
Eredivisie
- 2009 11e
Eredivisie
- 2010 10e
Eredivisie
- 2011 7e
Eredivisie
- 2012 6e
Eredivisie
- 2013 8e
Eredivisie
- 2014 5e
Eredivisie
- 2015 9e
Eredivisie
- 2016 7e
Eredivisie
- 2017 9e
Eredivisie
- 2018 10e
Eredivisie
- 2019 12e
Eerste divisie
- 2020 9e
Eerste divisie
- 2021
Eerste divisie
- 2021 7e
Eerste divisie
- 2023 5e
Eerste divisie
- 2024 12e
Eredivisie

- Eredivisie
- Eerste divisie

## Resultaten in Europees verband
Heren
| Seizoen | Competitie       | Ronde | Land               | Club                   | Totaalscore | 1e W    | 2e W    |
| ------- | ---------------- | ----- | ------------------ | ---------------------- | ----------- | ------- | ------- |
| 1988/89 | Cup Winners’ Cup | L16   | Vlag van Spanje    | RK Zajecar 1949        | 37 - 50     | 20 - 29 | 17 - 21 |
| 1989/90 | Champions Cup    | 1R    | Vlag van Duitsland | TuSEM Essen            | 51 - 35     | 26 - 17 | 25 - 18 |
| 1991/92 | Champions Cup    | 1R    | Vlag van Frankrijk | USAM Nîmes             | 41 - 49     | 20 - 24 | 21 - 25 |
| 1992/93 | Champions Cup    | L16   | Vlag van Italië    | SSV Forst Brixen       | 55 - 51     | 30 - 23 | 25 - 28 |
| 1993/94 | EHF Cup          | L16   | Vlag van Slowakije | ŠKP Bratislava         | 45 - 46     | 21 - 23 | 24 - 23 |
| 1994/95 | EHF Cup          | L16   | Vlag van Spanje    | CBM Alzira Avidesa     | 56 - 43     | 29 - 20 | 27 - 23 |
| 1996/97 | Champions League | L16   | Vlag               | Granitas-Karys         | 55 - 23     | 33 - 13 | 22 - 15 |
| 1997/98 | Cup Winners’ Cup | L16   | Vlag               | HC Berchem             | 42 - 60     | 16 - 31 | 26 - 29 |
| 1997/98 | Cup Winners’ Cup | 8F    | Vlag               | IF Guif Eskilstuna     | 62 - 47     | 33 - 18 | 29 - 29 |
| 1998/99 | Champions League | L16   | Vlag               | Celje Pivovarna Lasko  | 75 - 41     | 32 - 16 | 43 - 25 |
| 1999/00 | Cup Winners’ Cup | L16   | Vlag               | Dukla Praha            | 35 - 53     | 21 - 26 | 14 - 27 |
| 2000/01 | Challenge Cup    | 4R    | Vlag               | Polyot Cheljabinsk     | 34 - 68     | 14 - 35 | 20 - 33 |
| 2001/02 | Challenge Cup    | 3R    | Vlag               | BSV Wacker Thun        | 54 - 42     | 29 - 20 | 25 -22  |
| 2002/03 | Cup Winners’ Cup | 3R    | Vlag               | Pick Szeged            | 47 - 62     | 26 - 31 | 21 - 31 |
| 2003/04 | Cup Winners’ Cup | 1R    | Vlag               | Pirin-94 Gotse Delchev | 48 - 47     | 25 - 20 | 23 - 27 |
| 2003/04 | Cup Winners’ Cup | 2R    | Vlag               | HC Pelister            | 54 - 54*    | 31 - 25 | 23 - 29 |
| 2004/05 | EHF Cup          | 2R    | Vlag               | RK Cimos               | 46 - 66     | 23 - 35 | 22 - 31 |
| 2005/06 | Cup Winners’ Cup | 2R    | Vlag               | A.S. Conversano        | 44 - 67     | 27 - 29 | 17 - 38 |
| 2006/07 | EHF Cup          | 1R    | Vlag               | HC Lusis Kaunas        | 61 - 35     | 32 - 18 | 29 - 17 |
| 2009/10 | Challenge Cup    | Groep | Vlag               | RK Siscia              | 31 - 34     |         |         |
| 2009/10 | Challenge Cup    | Groep | Vlag               | Dublin International   | 20 - 39     |         |         |
| 2009/10 | Challenge Cup    | Groep | Vlag               | Drammen HK             | 32 - 44     |         |         |

- * - Door met uitgoals

Dames
| Seizoen | Competitie       | Ronde | Land | Club                    | Totaalscore | 1e W    | 2e W    |
| ------- | ---------------- | ----- | ---- | ----------------------- | ----------- | ------- | ------- |
| 1996/97 | Cup Winners’ Cup | L16   | Vlag | Gymnastiki Enosi Verias | 57 - 46     | 26 - 18 | 31 - 28 |
| 1996/97 | Cup Winners’ Cup | 8F    | Vlag | TV Giessen Lützellinden | 52 - 36     | 31 - 20 | 21 - 16 |
| 2008/09 | EHF Cup          | 1R    | Vlag | Etar Veliko 64 Tarnovo  | 48 - 41     | 26 - 18 | 22 - 23 |
| 2010/11 | Cup Winners’ Cup | 3R    | Vlag | Lokomotiva Zagreb       | 49 - 31     | 20 - 15 | 29 - 16 |

## Erelijst

### Heren
| Nationaal                         |    |                                                      |
| Landskampioenschap                | 5x | 1988/89, 1990/91, 1991/92, 1995/96, 1997/98          |
| Bekerwinnaar                      | 6x | 1987/88, 1991/92, 1995/96, 1998/99, 2001/02, 2002/03 |
| Supercup                          | 2x | 1991, 2002                                           |
| Reguliere competitie (eredivisie) | 1x | 2016/17                                              |
| Eerste divisie                    | 2x | 1978/79, 1981/82                                     |

### Dames
| Nationaal      |    |                  |
| Eerste divisie | 2x | 1994/95, 2002/03 |

## Bekende (oud-)spelers
- Lois Abbingh
- Mariël Beugels
- Mark Bult
- Tommie Falke
- Merel Freriks
- Joop Fiege
- Freek Gielen
- Sanne Hoekstra
- Patrick Miedema
- Anouk Nieuwenweg
- Robert Nijdam
- Peter Portengen
- Jolanda Robben
- Miranda Robben
- Léon van Schie
- Annelies Smeets
- Jokelyn Tienstra †
- Vladimir Tomanović
- Joeri Verjans
- Harry Weerman
- Tess Wester
- Luchien Zwiers